# 真理實情報
《真理實情報》，又稱《西安真理實情報》，創辦於1929年11月11日，是冯玉祥军治下的陝西省政府机关报。後宋哲元主政陝西時，該報規模擴大，交宫迁璋主办。